# Veľký Ďur
Veľký Ďur és un poble i municipi d'Eslovàquia que es troba al districte de Levice a la regió de Nitra.

## Història
La primera menció escrita de la vila es remunta al 1205.

## Demografia
| Godina             | 1994 | 2004   | 2014   | 2024   |
| ------------------ | ---- | ------ | ------ | ------ |
| Nombre de persones | 1323 | 1315   | 1281   | 1308   |
| Diferència         |      | −0,60% | −2,58% | +2,10% |

| Godina             | 2023 | 2024   |
| ------------------ | ---- | ------ |
| Nombre de persones | 1332 | 1308   |
| Diferència         |      | −1,80% |

## Geografia
El poble es troba a una altitud de 190 metres i cobreix una superfície de 22.02 km². A finals del 2020 tenia 1.295 persones.

## Ètnia
El poble conté un 96% d'eslovacs i un 4% de magiars.

## Instal·lacions
El poble disposa d'una biblioteca, un gimnàs, una església i un camp de futbol. També té la seva pròpia oficina de registre de naixements.